# Möschebrunnen
Der Möschebrunnen (oder auch Spatzenbrunnen) ist ein 1976 vom Freienohler Bildhauer Bonifatius Stirnberg in Bronze geschaffener Brunnen in Aachen. 

## Beschreibung
Zum 50-jährigen Firmenjubiläum, stiftete die Fa. Derichs und Konertz den Brunnen 1976 der Stadt Aachen. Errichtet wurde er auf dem früheren Singvogelmarkt, dem heutigen Münsterplatz.
In Summe befinden sich 12 der sogenannten Mösche als Bronzefiguren auf dem Brunnen, wie die Gattung der Spatzen im Öcher Platt bezeichnet wird. Im Hochdeutschen wird der Brunnen daher auch Spatzenbrunnen genannt. Stirnberg hat mehrere Objekte in Aachen geschaffen, darunter den Puppenbrunnen und die Pferdegruppe vor dem Hauptbahnhof.
Der Möschebrunnen ist einer der wenigen Trinkwasserbrunnen der Stadt. Das Wasser fließt auf Knopfdruck aus der Kugelform in die Schale hinab.
Zuvor waren ebenfalls der Elisenbrunnen und der Marktbrunnen in Burtscheid als Trinkbrunnen zugelassen, da beide jedoch aus den Aachener Thermalquellen gespeist werden darf deren Wasser aufgrund des Arzneimittelgesetz nur noch unter ärztlicher Aufsicht getrunken werden.

## Inschrift
DERICHSuKONERTZ
1926 – 1976
GESTIFTET VON BAUUNTERNEHMUNG
DERICHSuKONERTZ AACHEN KREFELD

GESCHAFFEN VON BONIFATIUS STIRNBERG

## Ansichten

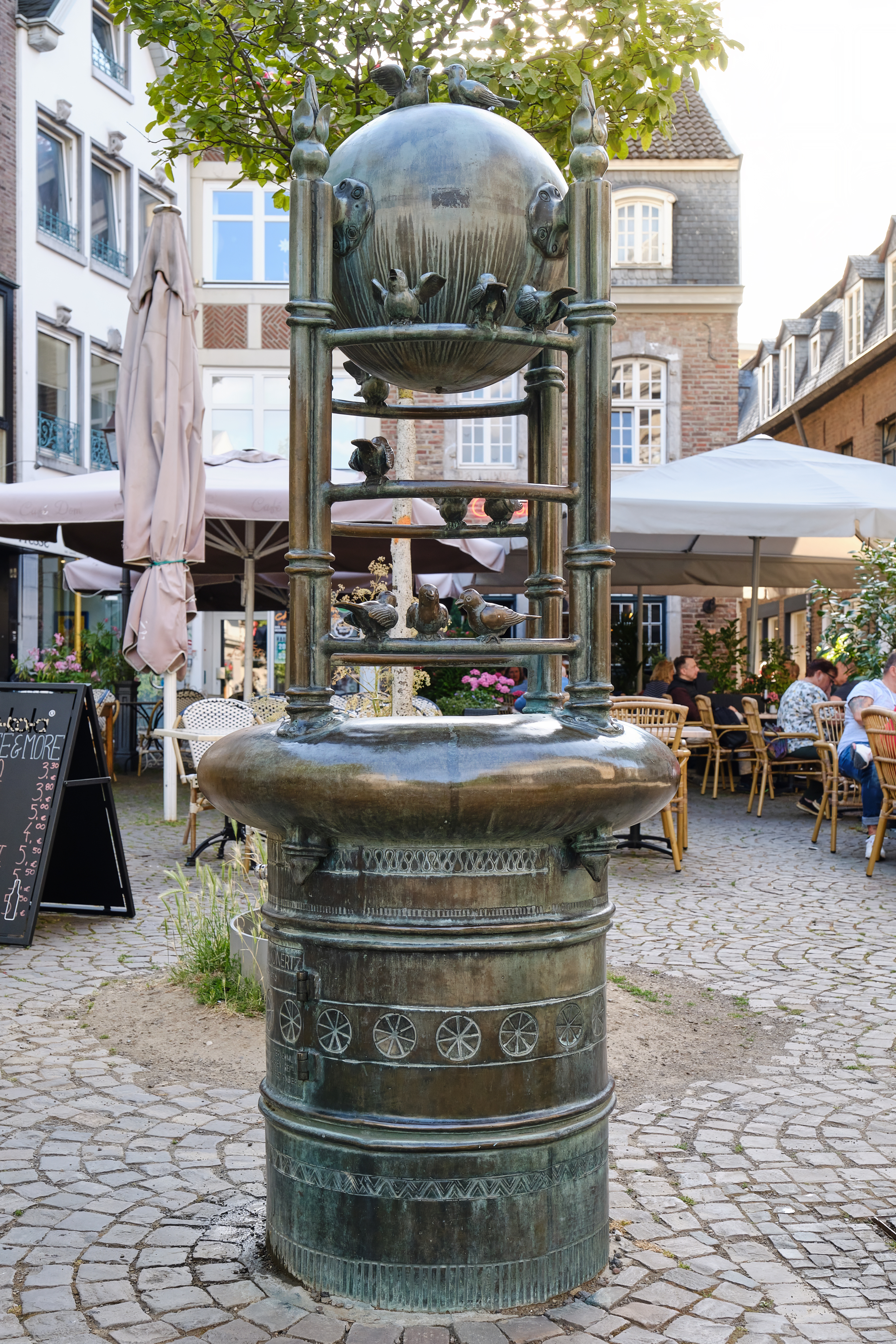
Frontansicht
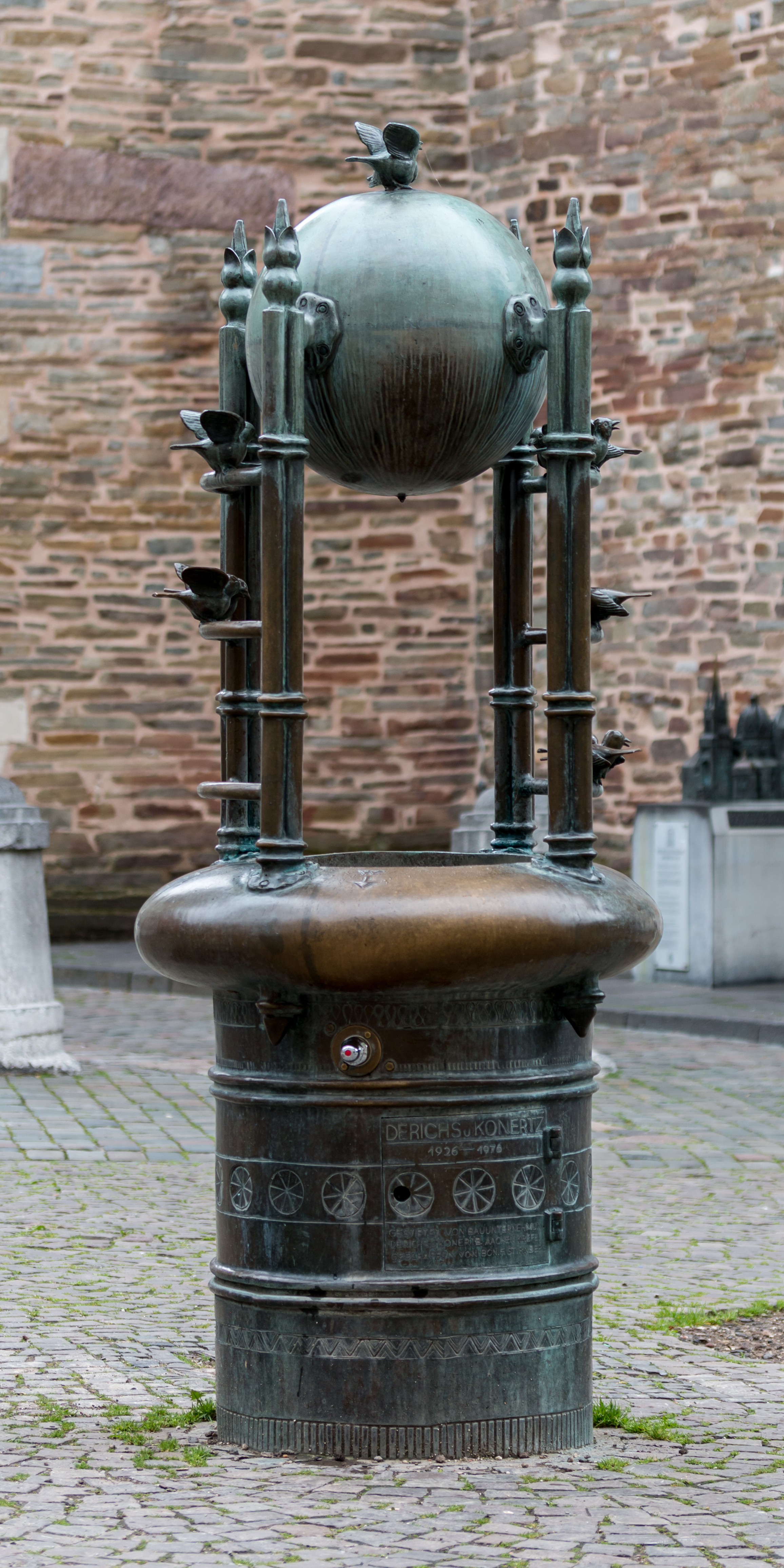
Seitenansicht
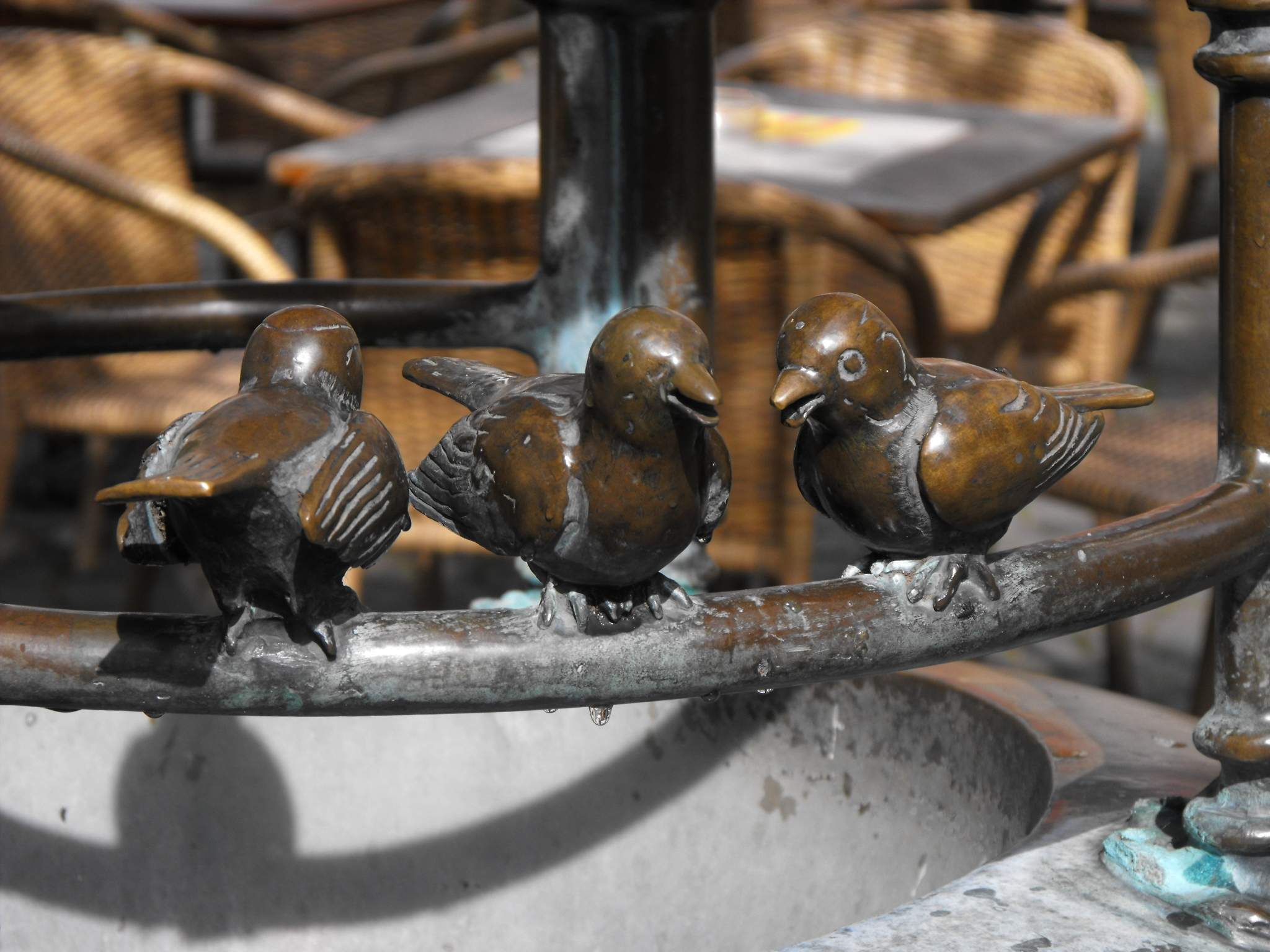
Namensgebende Spatzen (Mösche)